# Evangelische Kirche (Wenings)

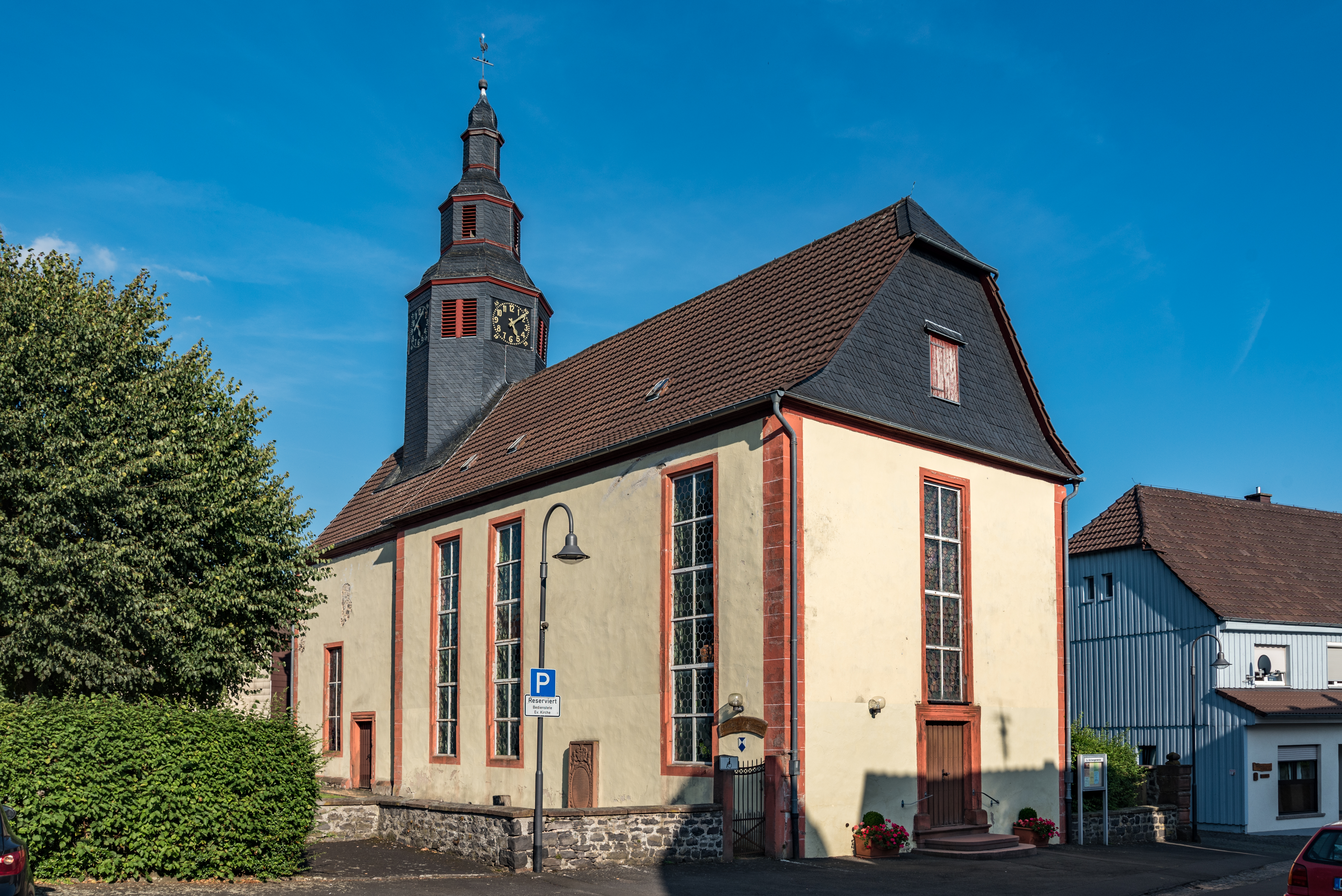
Evangelische Kirche (Wenings)

Die Evangelische Kirche Wenings ist ein denkmalgeschütztes Kirchengebäude, das in Wenings steht, einem Stadtteil von Gedern im Wetteraukreis in Hessen. Die Kirche gehört zur Kirchengemeinde Wenings/Merkenfritz im Dekanat Büdinger Land in der Propstei Oberhessen der Evangelischen Kirche in Hessen und Nassau.

## Beschreibung
Der älteste Teil der spätbarocken Emporenhalle ist der Chor auf quadratischem Grundriss aus der Mitte des 15. Jahrhunderts, der im Innern mit einem Kreuzrippengewölbe auf jungen Diensten überspannt ist. Auf ihm sollte ursprünglich ein Chorturm errichtet werden. Das Kirchenschiff wurde nach einem Entwurf von Benedikt Kößler nach Westen 1720 an ihn angebaut. Dem Satteldach des leicht eingezogenen Chors wurde 1770 ein schiefergedeckter, achteckiger, mit einer mehrstufigen Haube bedeckter Dachreiter aufgesetzt, der die Turmuhr und den Glockenstuhl beherbergt. Die Kirche ist außen weiß verputzt, Ecklisenen und Gewände von Portal und Fenstern sind aus rotem Sandstein. 

### Ausstattung
Das Kirchenschiff hat zweigeschossige Emporen. Das farbige Glasfenster im Chor ist eine Darstellung Johannes des Täufers, Kirchenpatron des Vorgängerbaus aus dem 15. Jahrhundert.
Die Orgel mit 13 Registern, 2 Manualen und einem Pedal wurde 1857 von Johann Georg Förster gebaut.